# Solenangis wakefieldii
Solenangis wakefieldii är en orkidéart som först beskrevs av Robert Allen Rolfe, och fick sitt nu gällande namn av Phillip James Cribb och Joyce Stewart. Solenangis wakefieldii ingår i släktet Solenangis och familjen orkidéer. Inga underarter finns listade i Catalogue of Life.